# 史上最強の人間ドック ザ・快傑ドクター
『史上最強の人間ドック ザ・快傑ドクター』（しじょうさいきょうのにんげんドック ザ・かいけつドクター）は、TBS系の単発特別番組枠（スーパーフライデー⇒金スペ!⇒水トク!）にて放送されていたバラエティ特番である。

## 内容
人間ドックにより、芸能人の体を診断し、各分野のプロの医者が、その結果を元に深刻度の高い芸能人を挙げていく。
番組の最後には、全項目を総合的に算出した『芸能人寿命ランキング』が発表される。

## 出演者
- 司会 - ウッチャンナンチャン
- 進行役 - 安東弘樹（TBSアナウンサー）
- ナレーター - 槇大輔

## 放送日・タイトル
- 第1回 : 『史上最強の人間ドック ザ・怪傑ドクター〜芸能人の寿命ぜーんぶ大宣告SP〜』（2005年3月23日放送）
- 第2回 : 『史上最強の人間ドック ザ・快傑ドクター2芸能人の寿命ぜーんぶ大宣告SP』（2005年6月17日放送）
- 第3回 : 『史上最強の人間ドック ザ・快傑ドクター3芸能人の寿命ぜーんぶ大宣告SP』（2005年9月9日放送）
- 第4回 : 『史上最強の人間ドック ザ・快傑ドクター4!芸能人の寿命ぜーんぶ大宣告SP』（2005年12月23日放送）
- 第5回 : 『史上最強の人間ドック ザ・快傑ドクター5!芸能人の寿命ぜーんぶ大宣告SP』（2006年4月21日放送）
- 第6回 : 『史上最強!ザ・快傑ドクター6!!芸能人の寿命ぜーんぶ大宣告SP』（2006年8月25日放送）
- 第7回 : 『史上最強の人間ドック ザ・快傑ドクター7!芸能人の寿命ぜーんぶ大宣告SP』（2007年2月14日放送）
- 第8回 : 『史上最強の人間ドック ザ・快傑ドクター8!!芸能人の寿命ぜーんぶ大宣告SP』（2007年6月20日放送）
- 第9回 : 『史上最強の人間ドック ザ・快傑ドクター9!!芸能人の寿命ぜーんぶ大宣告SP』（2007年11月14日放送）
- 第10回 : 『史上最強の人間ドック ザ・快傑ドクター10!!芸能人の寿命ぜーんぶ大宣告SP』（2008年4月23日放送）

## スタッフ
- 構成 : 海老克哉、たが井まこと、中本麻理
- 医療監修 : 南淵明宏（大和成和病院）
- 技術プロデューサー : 深谷高史
- 照明 : プログレッソ
- 美術セットデザイン : ねもとまさ乙
- 美術クルー : 内藤博之、高野一美
- ヘアメイク : 特攻隊
- マルチモニター : 藤崎郁三（エンター）
- VTR編集 : 掛川高志（麻布プラザ）
- MA : 迫久美雄（麻布プラザ）
- 音効 : 吉田比呂樹（M-TANK）
- CG : エンネットワーク
- 番組宣伝 : 田中瑞穂 (TBS)
- AD（アシスタントディレクター） : 片岡裕輔、島田豊、古郡英樹、世登和樹
- AP （アシスタントプロデューサー） : 山下真理子
- ディレクター : 千葉隆弥・山崎陽宏（ダイナマイト）、井熊俊博、鈴木隆浩、及川博志、樽見近工、高橋暁
- 演出 : 門脇泰久 (THE WORKS)
- プロデューサー : 金田武信 (MADWORDS) 、高松大 (THE WORKS)
- 技術協力 : ニユーテレス
- ロケ技術協力 : パワービジョン
- 美術協力 : CAVIN
- 収録スタジオ : テクノマックス、天王洲スタジオ
- 制作協力 : THE WORKS、ダイナマイトレボリューションカンパニー
- 制作 : MADWORDS
- 製作 : TBS